# Briand–Kellogg-pakten
Briand–Kelloggpakten var en internationell icke-angreppspakt, uppkallad efter Frankrikes och USA:s utrikesministrar Aristide Briand och Frank Kellogg. Pakten, som förband signatärmakterna att inte använda anfallskrig som ett medel att lösa internationella konflikter, undertecknades den 27 augusti 1928 i Paris av ett antal länder. Bland andra Frankrike, USA, Australien, Kanada, Indien, Storbritannien, Polen, Tyskland, Italien och Japan.
Pakten trädde i kraft 24 juli 1929 men bröts redan 1931 av Japans invasion av Manchuriet, 1936 av Italiens krig mot Abessinien och Nazitysklands anfall på Polen 1939. Dock användes Briand-Kellogpakten som legal grund i Nürnbergrättegången för åtalspunkten brott mot freden.